# Montesano Salentino
Montesano Salentino (Muntasanu Salentinu in dialetto salentino) è un comune italiano di 2 618 abitanti  della provincia di Lecce in Puglia.
Situato nel basso Salento, è attraversato dalla Strada statale 275 di Santa Maria di Leuca. Dal 2016 fa parte dell'associazione Borghi Autentici d'Italia

## Geografia fisica

### Territorio
Il comune di Montesano Salentino è situato nella parte centrale del Capo di Leuca, sull'altipiano che si estende ad est delle serre di Ruffano e di Specchia. Presenta una morfologia pianeggiante ed è compreso tra i 95 e i 114 metri sul livello del mare. L'abitato si è sviluppato lungo la strada Maglie-Leuca (attuale strada statale 275) e di conseguenza ha una pianta fortemente allungata da nord a sud.

Il territorio comunale, la cui superficie è di 8,47 km², confina a nord con i comuni di Supersano, Nociglia e Surano, a est con i comuni di Andrano e Tricase, a sud con il comune di Miggiano, a ovest con il comune di Ruffano. Dista poco meno di 10 km dal mare Adriatico e circa 20 km dal mare Ionio.
- Classificazione sismica: zona 4 (sismicità molto bassa), Ordinanza PCM n. 3274 del 20/03/2003

### Clima
Dai dati rilevati nella stazione meteorologica di Santa Maria di Leuca Montesano Salentino (che rientra nel territorio del Salento meridionale) presenta un clima mediterraneo con inverni miti ed estati caldo umide. In base alle medie di riferimento, la temperatura media del mese più freddo, gennaio, si attesta attorno ai +11,9 °C, mentre quella del mese più caldo, agosto, si aggira sui +35,5 °C. Le precipitazioni medie annue, che si aggirano intorno ai 676 mm, presentano un minimo in primavera-estate ed un picco in autunno-inverno.
Facendo riferimento alla ventosità, i comuni del basso Salento risentono debolmente delle correnti occidentali grazie alla protezione determinata dalle serre salentine che creano un sistema a scudo. Al contrario le correnti autunnali e invernali da Sud-Est, favoriscono in parte l'incremento delle precipitazioni, in questo periodo, rispetto al resto della penisola.
| Montesano Salentino        | Mesi | Mesi | Mesi | Mesi | Mesi | Mesi | Mesi | Mesi | Mesi | Mesi | Mesi | Mesi | Stagioni | Stagioni | Stagioni | Stagioni | Anno |
| Montesano Salentino        | Gen  | Feb  | Mar  | Apr  | Mag  | Giu  | Lug  | Ago  | Set  | Ott  | Nov  | Dic  | Inv      | Pri      | Est      | Aut      | Anno |
| -------------------------- | ---- | ---- | ---- | ---- | ---- | ---- | ---- | ---- | ---- | ---- | ---- | ---- | -------- | -------- | -------- | -------- | ---- |
| T. max. media (°C)         | 13,9 | 15,9 | 19,8 | 25,1 | 29,2 | 33,0 | 39,8 | 40,2 | 39,0 | 31,8 | 23,8 | 15,9 | 15,2     | 24,7     | 37,7     | 31,5     | 27,3 |
| T. min. media (°C)         | 9,9  | 14,3 | 17,8 | 21,9 | 23,8 | 26,8 | 28,9 | 30,8 | 31,1 | 25,8 | 19,0 | 11,9 | 12,0     | 21,2     | 28,8     | 25,3     | 21,8 |
| Precipitazioni (mm)        | 80   | 60   | 70   | 40   | 29   | 21   | 14   | 21   | 53   | 96   | 109  | 83   | 223      | 139      | 56       | 258      | 676  |
| Umidità relativa media (%) | 79,0 | 78,9 | 78,6 | 77,8 | 75,7 | 71,1 | 68,4 | 70,2 | 75,4 | 79,3 | 80,8 | 80,4 | 79,4     | 77,4     | 69,9     | 78,5     | 76,3 |

## Storia
Montesano Salentino o in principio chiamato Monte Formicoso, come tutta l'area della provincia, ha origini legate alla preistoria, perché l'intera Puglia presenta insediamenti umani sin dal periodo paleolitico.
Le origini specifiche del centro potrebbero risalire al XIV secolo quando alcuni coloni vi si stabilirono attirati dalla fertilità e dalla salubrità del territorio. Come attesta il toponimo, l'abitato fu edificato su una piccola altura in modo da preservare gli abitanti dalla malaria. Il feudo appartenne nel corso dei secoli a varie famiglie: i primi ad ottenerne il controllo furono gli Acquaviva d'Aragona ai quali succedettero i principi di Cassano ed infine la famiglia Marulli la quale era proprietaria del Marchesato di Specchia e Campomarino.
Fino al 29 gennaio 1864 era denominato semplicemente Montesano; in tale data assunse la nuova denominazione di Montesano Salentino.
Nel 1928 venne aggregato al comune di Miggiano dal quale riacquistò l'autonomia amministrativa nel 1947.

### Simboli
Lo stemma e il gonfalone sono stati concessi con decreto del presidente della Repubblica del 29 gennaio 2003.
Stemma
Gonfalone

## Monumenti e luoghi d'interesse

### Architetture religiose

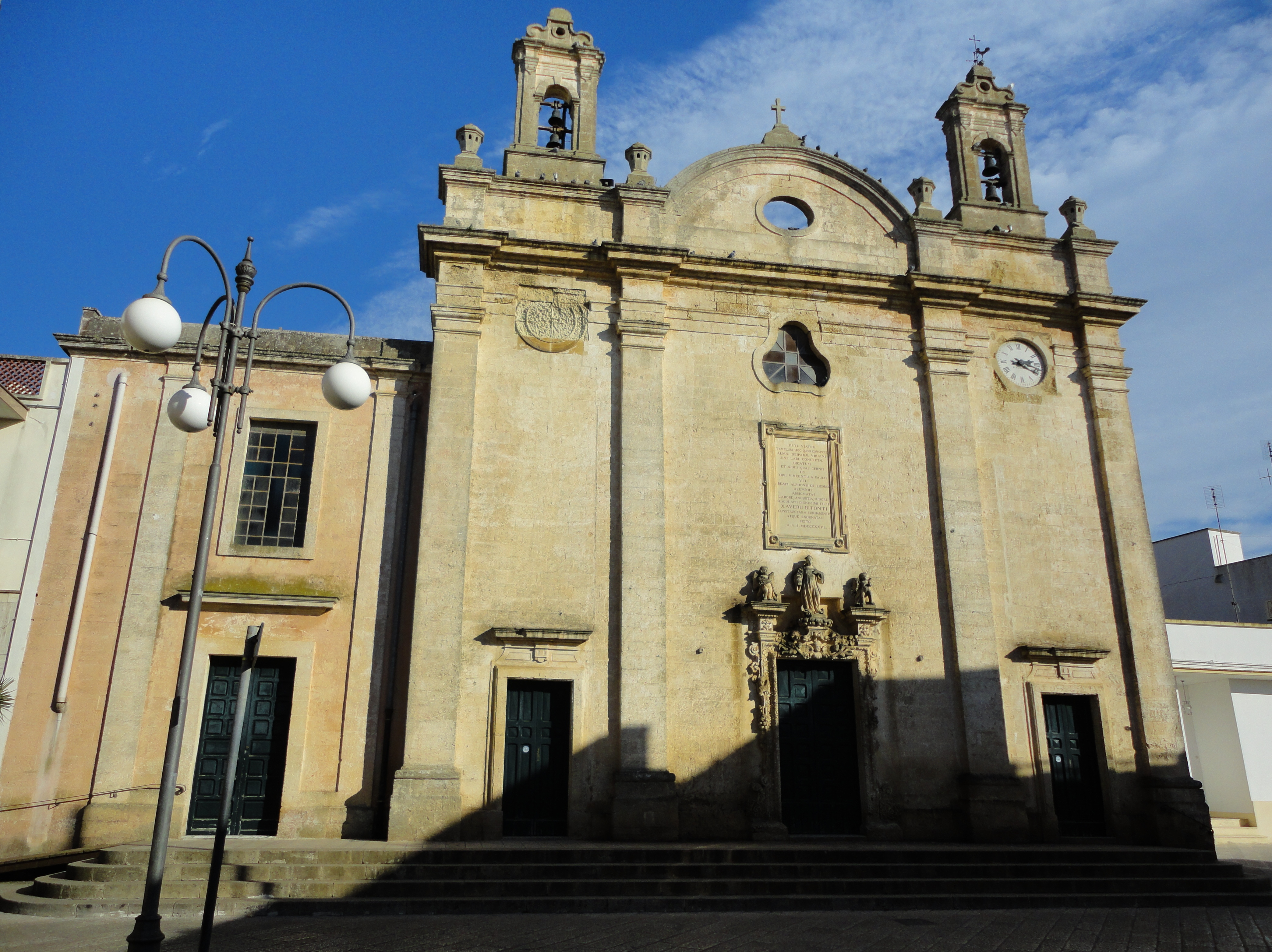
Chiesa madre

#### Chiesa madre
La chiesa madre, dedicata all'Immacolata Concezione, è una costruzione cinquecentesca totalmente rimaneggiata nel 1822.
Si presenta con una sobria facciata scandita in tre parti da alte lesene. La parte centrale è arricchita da un elegante portale barocco sormontato da una statua in pietra della Vergine. Il prospetto termina con un frontone curvilineo ai lati del quale si ergono due campanili a vela.
L'interno, a tre navate, ospita alcuni altari con rispettive tele. Tra i dipinti quello dell'Immacolata, opera di recente attribuita al pittore Aniello Letizia. Notata è la seicentesca statua in legno veneziano di San Donato, protettore del paese.

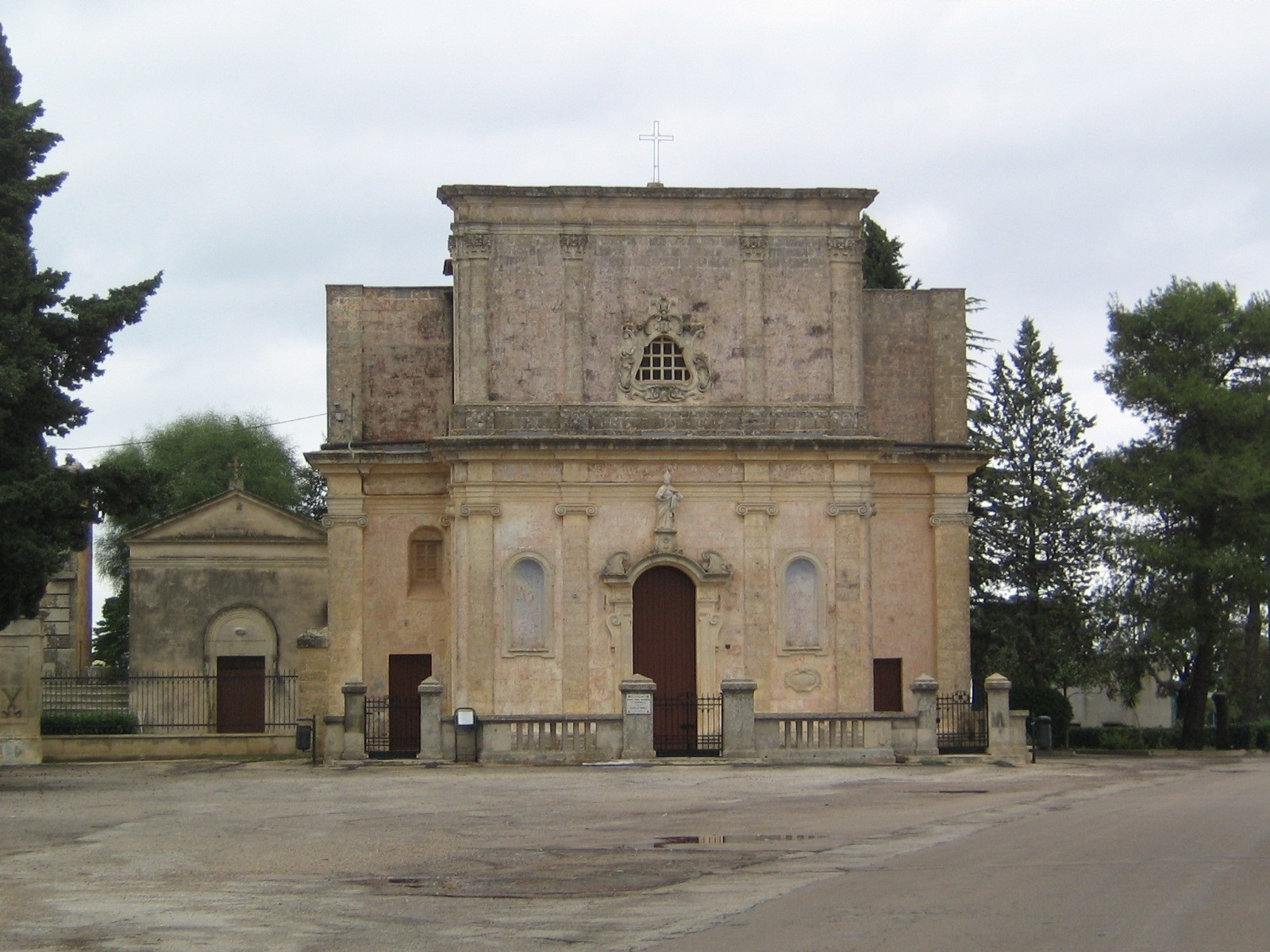
Cappella di San Donato

#### Cappella di San Donato
L'edificio attuale risale al 1775 ed è opera di Francesco Palma da Lecce. Risulta l'ultima di una serie di redazioni architettoniche che i restauri del 1993 hanno permesso di conoscere nella loro sequenza.
Secondo la tradizione, l'edificio dovrebbe risalire al Quattrocento, epoca alla quale viene datato l'affresco sull'altare barocco. La facciata, in pietra leccese, è scandita in due ordini da un aggettante cornicione ed è tripartita da lesene ioniche e corinzie. Il portale, affiancato da due nicchie, è sormontato dalla statua del Titolare. Molto probabilmente l'edificio non fu portato a termine perché manca del tutto il fastigio di coronamento.
Nella cappella, il giorno della festa del Santo, accorrevano, fino a non molti decenni fa, i malati di epilessia i quali imploravano la guarigione. L'epilessia è infatti localmente conosciuta come il Male di San Donato.

#### Cappella dell'Addolorata
La cappella dell'Addolorata è una modesta costruzione realizzata nel 1856 secondo i principi costruttivi e stilistici dell'architettura ottocentesca locale. Affiancata al lato settentrionale della chiesa parrocchiale, presenta una pianta longitudinale che si sviluppa in un'unica aula fiancheggiata da arcate cieche poggianti su pilastri. Possiede un solo altare in pietra leccese sul quale è incassata la tela della Vergine Desolata, una variante della Mater Dolorosa che nell'Ottocento conobbe una grande diffusione nel Salento dei Calvari e delle confraternite legate al culto della Passione di Cristo. La tela è di discreta qualità artistica ed è attribuita a un pittore salentino. La chiesa conserva inoltre statue in cartapesta, alcune delle quali utilizzate per la processione dei Misteri il venerdì santo; di particolare rilevanza è la statua dell'Addolorata con gli angeli, opera ottocentesca di artista leccese. 

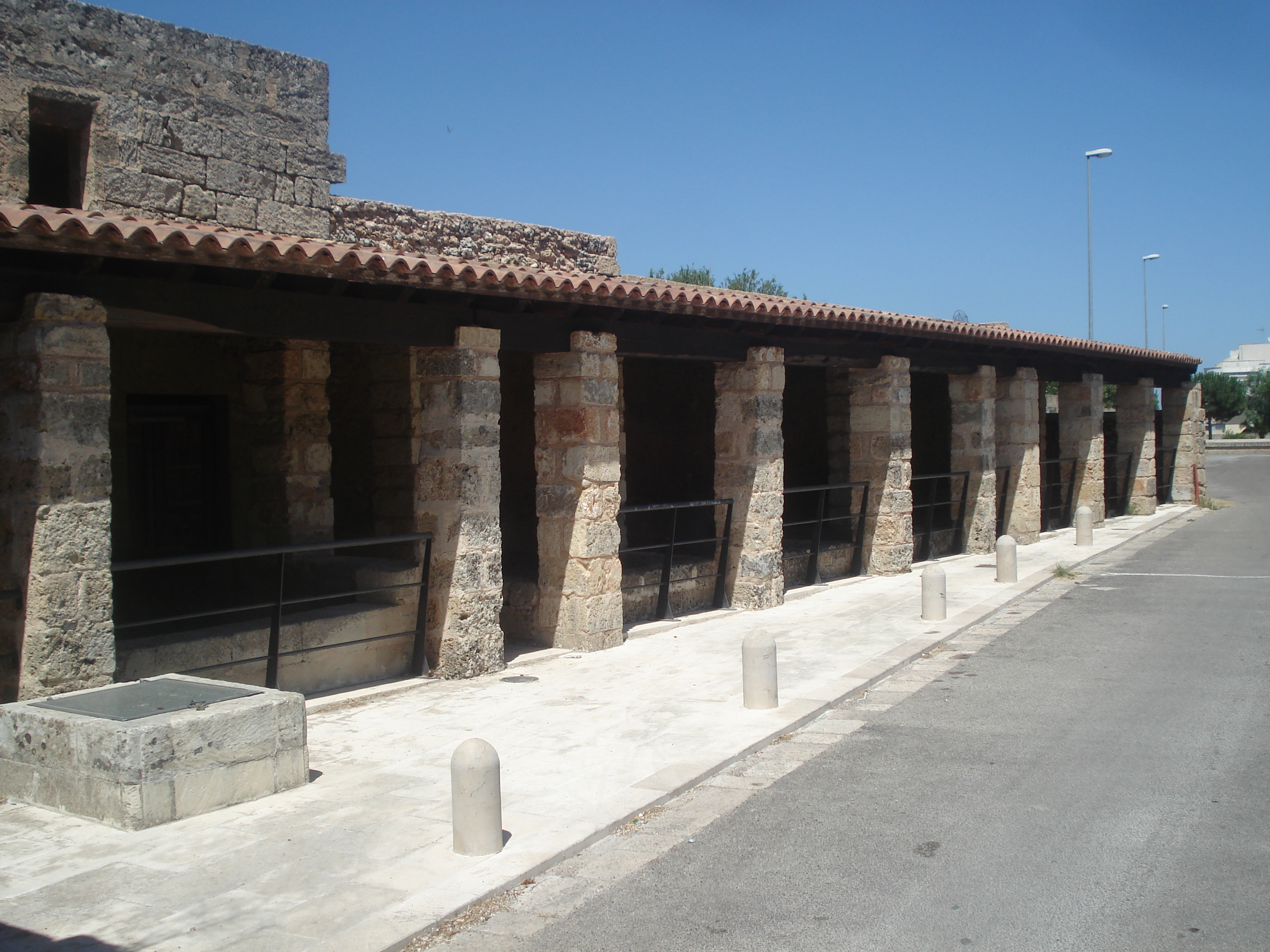
Palmenti

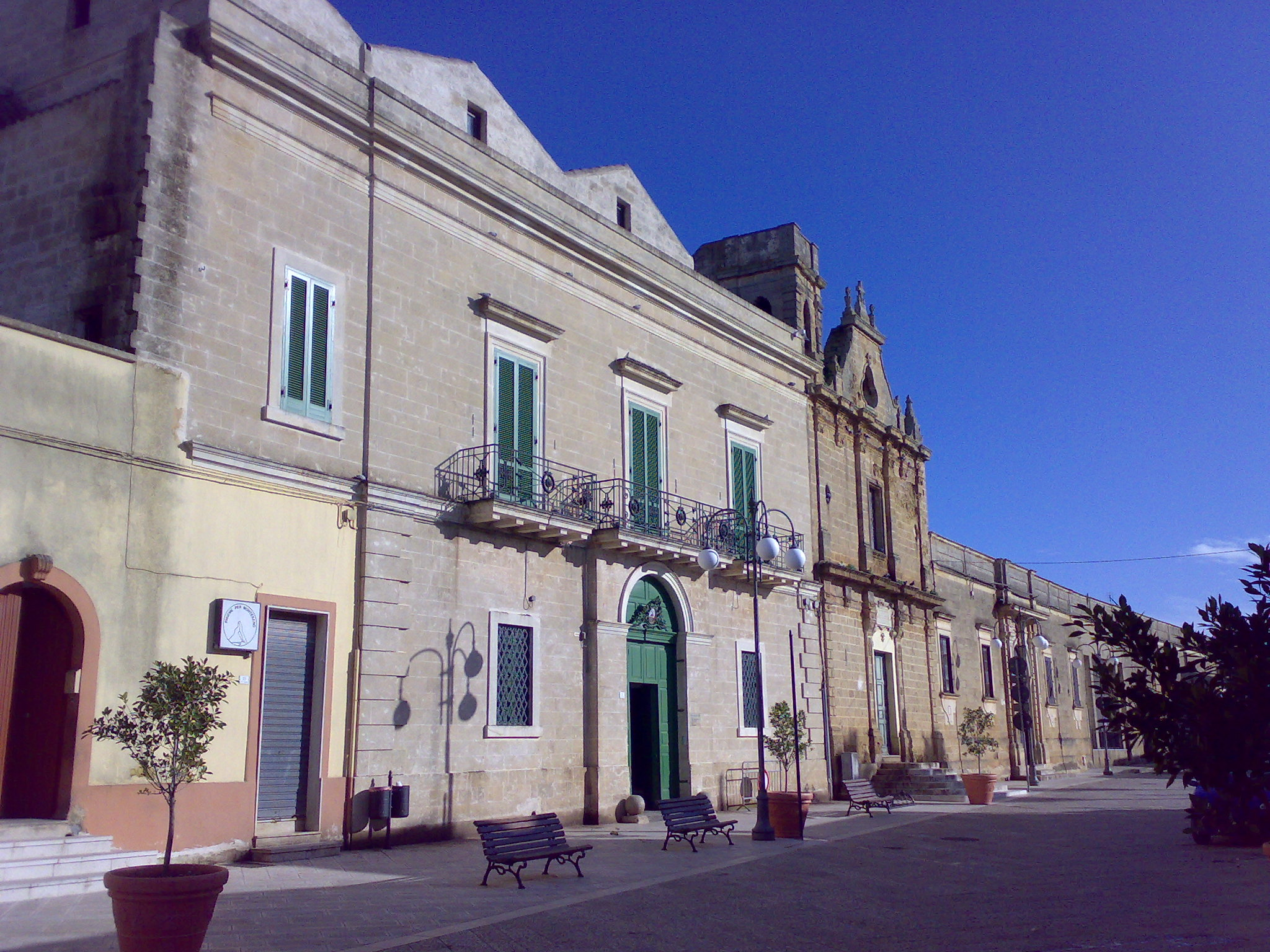
Palazzo Bitonti e Chiesa di San Giuseppe

#### Altre architetture religiose
- Chiesa di Santa Maria della Consolazione, 1821
- Calvario, 1870

### Architetture civili

#### Palmenti
Unici nel loro genere, costituiscono un patrimonio rurale – storico e culturale di inestimabile valore.
Sono composti da 8 vasche in cui si pigiava l'uva con delle cisterne in cui veniva raccolto il mosto. Sul retro insiste il torchio di proprietà privata. L'amministrazione comunale ha acquisito i palmenti come patrimonio del Comune nel 2005 e successivamente li ha resi oggetto di un radicale restauro.

#### Altre architetture civili
- Palazzo Bitonti
- Case a corte

### Aree naturali

#### Padula Mancina
Padula Mancina è una zona acquitrinosa situata ad ovest del paese in direzione di Ruffano. Rappresenta un residuo di una vasta area palustre in gran parte oggi bonificata. L'area ospita importanti elementi di interesse naturalistico ed è costituita da uno stagno con superficie di appena 2,5 ettari. È soggetta a periodici allagamenti dovuti alla raccolta delle acque meteoritiche che qui vi convogliano attraverso alcuni canali.
Mediante un'indagine effettuata durante la primavera del 2005 si è analizzato e censito le specie vegetali e faunistiche che caratterizzano la zona in questione. La flora è quella palustre costituita in prevalenza da canneti (Arundo donax, Phragmites australis) insieme al vilucchio bianco, alla lisca lacustre, al giaggiolo acquatico e alla Typha latifolia. Presenti sono anche gli arbusti della macchia mediterranea. Interessante è la segnalazione di una specie di felce, Marsilea strigosa, che si credeva confinata alla Sardegna. Tuttavia la sua presenza è sporadica della zona peninsulare. Numerose sono anche le specie animali che vivono o stanziano per qualche breve periodo dell'anno: rospo smeraldino, raganella, biacco, cervone, colubro leopardino, ramarro, lucertola campestre, geco di Kotechy, talpa, garzetta, airone cenerino, tortora, rigogolo, rondine, rondone, tordi, fringuello, storno, gallinella d'acqua, civetta, gufo, barbagianni, upupa, gheppio, gazza.

## Società

### Evoluzione demografica
Abitanti censiti

### Etnie e minoranze straniere
Al 31 dicembre 2017 a Montesano Salentino risultano residenti 70 cittadini stranieri. La nazionalità principale è:

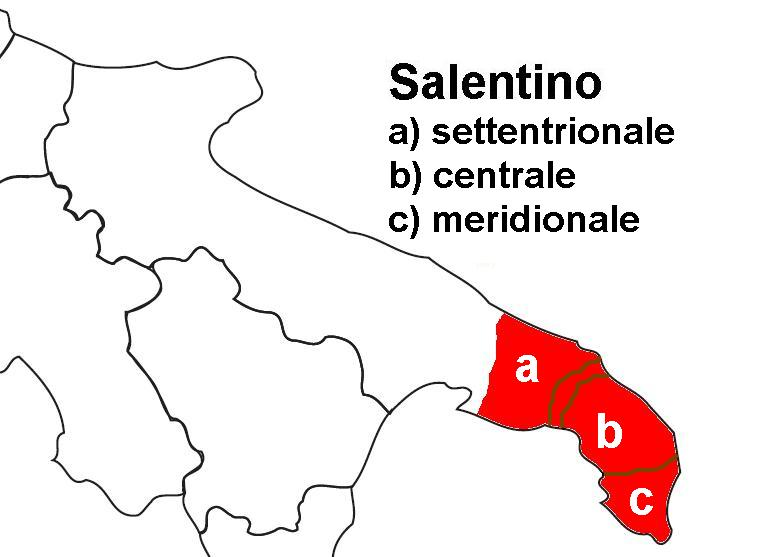
Diffusione del dialetto salentino

- Nigeria - 24

### Lingua e dialetti
Accanto alla lingua italiana, a Montesano Salentino si parla pure il dialetto salentino nella sua variante meridionale. Il dialetto salentino, appartenente alla famiglia delle lingue romanze e classificato nel gruppo meridionale estremo, si presenta carico di influenze riconducibili alle dominazioni e ai popoli stabilitisi in questi territori nei secoli: messapi, greci, romani, bizantini, longobardi, normanni, albanesi, francesi, spagnoli.

## Cultura

### Eventi

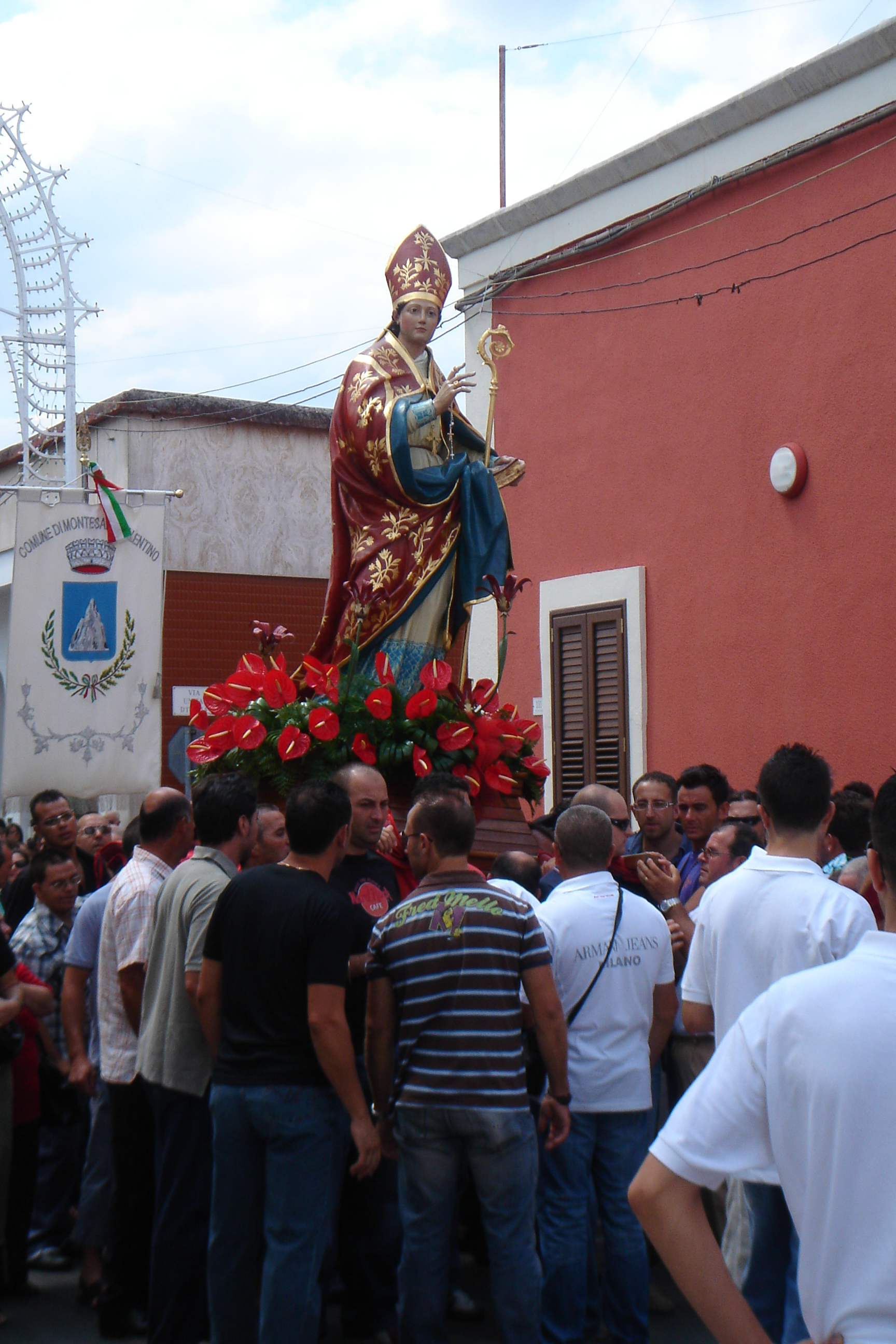
La statua settecentesca del patrono san Donato portata in processione

- Festa di San Luigi - terzo sabato di giugno
- Festa e fiera di San Donato vescovo e martire - 6 e 7 agosto
- Festa della Madonna Addolorata - terzo sabato di settembre
- Sagra della pittula - 24 dicembre
- Sagra de lu Gnommareddhu - prima domenica di agosto

## Economia
Nell'ambito dell'economia della Puglia Montesano Salentino occupa posizioni   nel settore dell'agricoltura (olive, uva da vino, cereali) e nell'industria di trasformazione dei prodotti agricoli.
Vi sono inoltre aziende artigianali operanti nel settore del vestiario e del legno.

## Infrastrutture e trasporti

### Strade
Montesano è attraversata dalla strada statale 275 di Santa Maria di Leuca che assicura i collegamenti stradali lungo la direttrice nord-sud. A sud, la strada termina a Gagliano del Capo da dove è possibile procedere fino all'estremità della penisola salentina. A nord, la SS 275 connette Montesano a Maglie da dove è possibile imboccare la strada statale 16 Adriatica fino a Lecce.
Il centro è anche raggiungibile dalla SP85 Montesano Salentino-Castiglione d'Otranto-Andrano, SP178 Montesano Salentino-Tricase, SP179 Montesano Salentino-Ruffano, SP302 Montesano Salentino-Miggiano.

### Ferrovie
Il paese è servito dalla stazione ferroviaria Miggiano-Specchia-Montesano posta sulla linea ferroviaria Zollino-Gagliano del Capo delle Ferrovie del Sud Est.

## Amministrazione
Di seguito è presentata una tabella relativa alle amministrazioni che si sono succedute in questo comune.
| Periodo          | Periodo          | Primo cittadino           | Partito                     | Carica      | Note   |
| ---------------- | ---------------- | ------------------------- | --------------------------- | ----------- | ------ |
| 28 maggio 1985   | 7 giugno 1990    | Angelo Salvatore Tempesta | Democrazia Cristiana        | Sindaco     | [ 13 ] |
| 15 giugno 1990   | 9 marzo 1993     | Angelo Salvatore Tempesta | Democrazia Cristiana        | Sindaco     | [ 13 ] |
| 8 maggio 1993    | 28 febbraio 1994 | Nicola Donatelli          | Partito Socialista Italiano | Sindaco     | [ 13 ] |
| 28 aprile 1994   | 21 novembre 1994 | Michele Marcuccio         |                             | Comm. pref. | [ 13 ] |
| 7 dicembre 1994  | 30 novembre 1998 | Eusebio Ferraro           | -                           | Sindaco     | [ 13 ] |
| 30 novembre 1998 | 27 maggio 2003   | Eugenio Giannelli         | Socialisti Italiani         | Sindaco     | [ 13 ] |
| 27 maggio 2003   | 15 aprile 2008   | Eusebio Ferraro           | centro-sinistra             | Sindaco     | [ 13 ] |
| 15 aprile 2008   | 27 maggio 2013   | Eusebio Ferraro           | lista civica                | Sindaco     | [ 13 ] |
| 27 maggio 2013   | 11 giugno 2018   | Silvana Serrano           | -                           | Sindaco     | [ 13 ] |
| 11 giugno 2018   | in carica        | Giuseppe Maglie           | lista civica                | Sindaco     | [ 13 ] |

### Gemellaggi
- San Donato di Ninea
- Gallikos